# Liste der Bodendenkmäler in Pfaffenhausen
Auf dieser Seite sind die Bodendenkmäler in dem schwäbischen Markt Pfaffenhausen zusammengestellt. Diese Tabelle ist eine Teilliste der Liste der Bodendenkmäler in Bayern. Grundlage ist die Bayerische Denkmalliste, die auf Basis des Bayerischen Denkmalschutzgesetzes vom 1. Oktober 1973 erstmals erstellt wurde und seither durch das Bayerische Landesamt für Denkmalpflege geführt wird. Die folgenden Angaben ersetzen nicht die rechtsverbindliche Auskunft der Denkmalschutzbehörde.

## Bodendenkmäler in Pfaffenhausen

### Bodendenkmäler in der Gemarkung Egelhofen
| Lage                 | Objekt | Akten-Nr.     | Bild |
| -------------------- | --- | ------------- | ---- |
| Egelhofen (Standort) | Grabenwerk vor- und frühgeschichtlicher Zeitstellung. | D-7-7928-0002 |      |
| Egelhofen (Standort) | Burgstall des Mittelalters (Mindelberg). | D-7-7928-0003 |      |
| Egelhofen (Standort) | Siedlung der Bronzezeit und Urnenfelderzeit. | D-7-7928-0023 |      |
| Egelhofen (Standort) | Mittelalterliche und frühneuzeitliche Befunde im Bereich der Katholischen Filialkirche St. Margareta in Egelhofen und ihrer Vorgängerbauten. Siehe auch: St. Margareta (Egelhofen) | D-7-7928-0100 |      |

### Bodendenkmäler in der Gemarkung Pfaffenhausen
| Lage                     | Objekt | Akten-Nr.     | Bild |
| ------------------------ | --- | ------------- | ---- |
| Pfaffenhausen (Standort) | Gräber der Merowingerzeit. | D-7-7828-0017 |      |
| Pfaffenhausen (Standort) | Burgstall des Mittelalters und abgegangenes Schloss der frühen Neuzeit (Schloss Pfaffenhausen).                                                                                       | D-7-7828-0019 |      |
| Pfaffenhausen (Standort) | Abgegangene Mühle der Neuzeit. | D-7-7828-0046 |      |
| Pfaffenhausen (Standort) | Mittelalterliche und frühneuzeitliche Befunde im Bereich der Katholischen Pfarrkirche St. Stephan in Pfaffenhausen und ihrer Vorgängerbauten. Siehe auch: St. Stephan (Pfaffenhausen) | D-7-7828-0047 |      |

### Bodendenkmäler in der Gemarkung Schöneberg
| Lage                  | Objekt | Akten-Nr.     | Bild |
| --------------------- | --- | ------------- | ---- |
| Schöneberg (Standort) | Mittelalterliche und frühneuzeitliche Befunde im Bereich der Katholischen Pfarrkirche St. Nikolaus in Schöneberg und ihrer Vorgängerbauten. Siehe auch: St. Nikolaus (Schöneberg) | D-7-7828-0088 |      |

### Bodendenkmäler in der Gemarkung Weilbach
| Lage                | Objekt | Akten-Nr.     | Bild |
| ------------------- | --- | ------------- | ---- |
| Weilbach (Standort) | Villa rustica der römischen Kaiserzeit. | D-7-7828-0032 |      |
| Weilbach (Standort) | Mittelalterliche und frühneuzeitliche Befunde im Bereich der Katholischen Filialkirche St. Anna in Weilbach und ihrer Vorgängerbauten. Siehe auch: St. Anna (Weilbach) | D-7-7828-0090 |      |
| Weilbach (Standort) | Abgegangene Mühle der frühen Neuzeit. | D-7-7828-0091 |      |
| Weilbach (Standort) | Burgstall des Mittelalters und abgegangenes Schloss der frühen Neuzeit.                                                                                                | D-7-7828-0093 |      |